# Cologne Grand Prix 1985
Il Cologne Grand Prix 1985 è stato un torneo di tennis giocato sul cemento indoor. È stata la 10ª edizione del Cologne Grand Prix, che fa parte del Nabisco Grand Prix 1985. Si è giocato a Colonia in Germania, dal 21 al 27 ottobre 1985.

## Campioni

### Singolare
Peter Lundgren ha battuto in finale  Ramesh Krishnan con il punteggio di 6–3, 6–2

### Doppio
Alex Antonitsch /  Michiel Schapers hanno battuto in finale  Jan Gunnarsson /  Peter Lundgren con il punteggio di 6–4, 7–5